# Biotopo Palù Longia
Il Biotopo Palù Longia è un'area naturale protetta nel comune di Borgo d'Anaunia, in Trentino-Alto Adige istituita nel 1992.
Occupa una superficie di 10,20 ha nella Provincia autonoma di Trento.